# Orthopsyche winterbourni
Orthopsyche winterbourni là một loài Trichoptera trong họ Hydropsychidae. Chúng phân bố ở miền Australasia.